# Buona Apocalisse a tutti!
Buona Apocalisse a tutti! (titolo originale: Good Omens: The Nice and Accurate Prophecies of Agnes Nutter, Witch; riedito in italiano nel 2019 come Good Omens. Le belle e accurate profezie di Agnes Nutter, Strega) è un romanzo fantasy umoristico apocalittico del 1990 scritto a quattro mani da Terry Pratchett e Neil Gaiman.
Il libro è una commedia metafisica sull'avvento dell'Apocalisse e contiene elementi parodistici nonché innumerevoli riferimenti eruditi.
È stato tradotto in italiano nel 2007 per Arnoldo Mondadori Editore.

## Trama
L'Apocalisse sta per avverarsi e, pertanto, viene consegnato sulla Terra l'Anticristo affinché metta in moto gli eventi che porteranno alla distruzione del pianeta e la guerra finale tra Paradiso e Inferno. Tuttavia, Aziraphale e Crowley, un angelo e un demone che vivono sulla Terra dall'inizio dei tempi come rappresentanti delle rispettive fazioni (finendo per perdere parte dei loro attributi angelici e demoniaci e stringere un'alleanza sfociante nell'amore ed amicizia), decidono di prevenire l'Apocalisse essendosi ormai affezionati alla vita sulla Terra; pertanto, tentano di influenzare l'Anticristo nella sua crescita in modo che non dimostri inclinazioni né particolarmente volte al bene né al male e non scateni l'Armageddon una volta compiuti gli undici anni.
Quello che nessuno sa è che, a causa di un errore di scambi da parte delle suore incaricate del compito, il vero Anticristo non è stato affidato all'ambasciatore americano e sua moglie come tutti credono, ma a una comune coppia di una cittadina inglese. Undici anni dopo, Aziraphale e Crowley si accorgono dell'errore a causa della mancata consegna del Segugio Infernale (creatura demoniaca incaricata di proteggere e assistere l'Anticristo) al figlio dell'ambasciatore, quindi si mettono alla frenetica ricerca del bambino giusto a una settimana dalla fine del mondo. Adam, il vero Anticristo, ha sviluppato nel frattempo una personalità non volta particolarmente né al bene né al male ed è diventato il leader di un gruppo di coetanei chiamati "Quelli", che passano le giornate giocando e riflettendo sul mondo.
Frattanto si snodano le vicende di altri personaggi, tra cui spiccano Anatema Device, un'occultista americana discendente della celeberrima strega Agnes Nutter, dalla quale è stata incaricata di prevenire l'Apocalisse nel suo libro di profezie (che Anatema ha studiato e interpretato per tutta la vita come per il resto della sua famiglia); e Newton Pulsifer, mancato impiegato con la sfortunata capacità di distruggere qualsiasi oggetto informatico su cui metta le mani, il quale discende dal cacciatore di streghe responsabile della morte di Agnes Nutter e che viene reclutato dal Sergente Shadwell, scorbutico capo dell'esercito di cacciatori di streghe ormai privo di membri. Inoltre, intanto, si assiste al richiamo dei Quattro Cavalieri dell'Apocalisse, ovvero Morte, Carestia, Guerra e Inquinamento (quest'ultimo sostituto a Pestilenza) che saranno invocati per partecipare alla distruzione del mondo.
Mentre Aziraphale e Crowley sono in cerca dell'Anticristo, si imbattono in Anatema, giunta in Inghilterra a sua volta per seguire la predizione di Agnes Nutter secondo la quale dovrà fermare l'Apocalisse e, per errore, angelo e demone le sottraggono il libro di profezie dell'antenata. I due decidono di rivolgersi ai rispettivi agenti umani (che a insaputa di entrambi è la stessa persona, il Sergente Shadwell) per trovare l'Anticristo, mentre Aziraphale, leggendo il libro di Agnes Nutter, riesce finalmente a individuare la posizione di Adam. Quest'ultimo, nel frattempo, comincia a essere perseguitato da delle voci che lo convincono che il mondo sia ormai irrecuperabile e rovinato a causa degli umani, incitandolo a distruggerlo per poterlo ricostruire come preferisce.
Aziraphale contatta il Metatron, l'entità portavoce di Dio, per raccontargli di aver trovato la posizione dell'Anticristo in modo che possano fermare l'Apocalisse, ma lui è interessato esclusivamente a decretare chi sarà il vincitore tra Paradiso e Inferno. Affranto e deluso dalla scoperta, Aziraphale viene poco dopo discorporato (ovvero privato del proprio corpo umano) da Shadwell, che l'ha scoperto parlare con il Metatron e si è convinto fosse un demone, mentre tenta di contattare Crowley. Quest'ultimo, nel frattempo, si è messo nei guai con l'Inferno che ha scoperto ha mentito loro riguardo all'identità dell'Anticristo e pertanto manda due demoni a ucciderlo; Crowley si salva e cerca di raggiungere Aziraphale convincendosi poi che sia morto non trovandolo. Entrato in possesso dei suoi appunti sull'Anticristo, decide di dirigersi alla base militare in cui avrà inizio l'Apocalisse in un ultimo disperato tentativo di fermarla.
Intanto, Adam è entrato in pieno possesso dei suoi poteri, spaventando i suoi amici che prendono le distanze da lui. Il bambino torna quindi in sé e parte con loro per raggiungere la base militare dove si sono diretti i Quattro Cavalieri, i quali hanno maneggiato con i computer per scatenare una guerra nucleare e dare inizio alla distruzione del mondo. Sul posto, oltre a loro e Crowley, si dirigono anche Anatema e Newt (che si sono conosciuti e innamorati come predetto da Agnes Nutter) e in seguito Aziraphale, Shadwell e Madame Tracy, medium imbrogliona vicina di casa di Shadwell e il cui corpo è stato occupato momentaneamente da Aziraphale, essendo questi ancora privo di corpo. Anatema e Newt manomettono i computer impedendo lo scoppio della guerra, mentre gli amici di Adam combattono e sconfiggono Carestia, Guerra e Inquinamento grazie alla loro convinzione che il mondo possa ancora essere salvato; Morte, essendo l'ombra della Creazione e quindi impossibile da distruggere, si limita a congedarsi. Il Metatron e Belzebù, rappresentanti di Paradiso e Inferno, si palesano e parlano con Adam per convincerlo ad adempiere al proprio destino e distruggere il mondo, ma il bambino si rifiuta spalleggiato da Aziraphale e Crowley, capendo che non abbia senso distruggere tutto questo solo per decretare un vincitore tra le due fazioni, mentre l'angelo e il demone suggeriscono che ciò potrebbe fare parte del Piano Ineffabile di Dio, sconosciuto a tutti. Dopodiché, Satana in persona fa per palesarsi per punire il figlio ribelle, ma Adam riesce a impedirglielo facendo tornare tutto come prima.
Alla fine della storia, il mondo procede come al solito; Aziraphale e Crowley discutono del futuro, suggerendo che la battaglia finale sarà tra Paradiso e Inferno contro l'umanità intera. Anatema riceve un libro di profezie di Agnes Nutter seguito del precedente, ma decide di bruciarlo con Newt per poter vivere la sua vita liberamente senza dover continuamente adempiere alle aspettative dell'antenata. Infine Adam, ora un bambino normale, può giocare felicemente con il suo cane Dog, libero da ogni destino da Anticristo.

## Personaggi

### Entità soprannaturali
- Azraphael (Aziraphael in inglese): un angelo in incognito sulla Terra, della quale apprezza la vita, le comodità e il cibo. Amico di Crowley da millenni, ha stretto col diavolo un patto di mutuo aiuto.
- Crowley: Un demone inviato sulla Terra ai tempi della cacciata degli uomini dall'Eden, da allora ha sempre vissuto con gli umani, finendo per amarne la tecnologia e la vita. I comuni interessi l'hanno portato a stringere un patto d'alleanza con Azraphael.
- Dio
- Metatron: l'entità portavoce di Dio.
- Satana
- Belzebù: Principe delle Tenebre e portavoce di Satana in Terra.
- Hastur: duca infernale.
- Ligur: duca infernale.
- Cavalieri dell'Apocalisse
  - Morte: il più temuto e il più potente dei cavalieri dell'Apocalisse.
  - Guerra: portatore di conflitti, violenza e sangue.
  - Carestia: cavaliere dell'Apocalisse tramutatosi, in forma umana, in un ricco uomo d'affari. È il gestore di una catena di fast food di successo ed autore di best seller riguardo a miracolose cure dimagranti.
  - Inquinamento: cavaliere dell'Apocalisse successo a Pestilenza quando questi si dichiarò sconfitto perché troppo indebolito dagli antibiotici e dalla medicina moderna.

### Umani
- Newton Pulsifer: discendente di una secolare famiglia di sfortunati cacciatori di streghe. È un impiegato incapace di utilizzare qualsiasi mezzo informatico. Si arruola per caso tra le file dei Cacciatori di streghe guidati da Shadwell, finendo per presenziare all'Apocalisse e innamorarsi di Anatema Device.
- Agnes Nutter: una strega del XVII secolo, unica profetessa le cui predizioni si siano avverate al 100%. Morì arsa da alcuni contadini a causa dei Pulsifer cacciatori di streghe.
- Anatema Device: strega del contemporaneo XX secolo e discendente di Agnes Nutter, di cui cerca di comprendere le profezie.
- Shadwell: un anziano e scorbutico capo dell'esercito dei cacciatori di streghe. Finanziato sia da Aziraphale che da Crowley.
- Madame Tracy: la vicina di Shadwell, un'occultista di mezza età che organizza sedute spiritiche ed appuntamenti per soli uomini per sbarcare il lunario.
- Suor Maria Loquace: suora satanista dell'ordine delle Chiacchierone.
- La banda dei Quelli
  - Adam: figlio di Satana ed Anticristo. Allevato per errore dai coniugi Young, Adam non ha ricevuto una particolare educazione volta al Male o al Bene. Per questo, i poteri creatori/distruttori (a sua insaputa) in suo possesso porteranno il Caos nel mondo. Sarà poi il suo rifiuto di abbracciare completamente il Male o il Bene a rimandare lo scontro finale fra le due fazioni ultraterrene.
  - Pepper: figlia di una madre hippy, è un'amica di Adam e unico membro femminile tollerato nella banda dei Quelli.
  - Wensleydale: il più serioso dei Quelli, accanito lettore di riviste scientifiche.
  - Brian: il sognatore della banda, appassionato di fumetti d'avventura.

## Possibile sequel
Secondo Gaiman, nel 1989, un anno prima della pubblicazione del romanzo, lui e Pratchett avrebbero discusso della trama di un possibile sequel di Good Omens, a cui diedero titolo 668 — Il vicino della bestia. Sempre secondo Gaiman, la trama che avevano delineato includeva molti angeli con un ruolo prominente, fra cui l'arcangelo Gabriele. I progetti per un sequel furono però abbandonati prima a causa del trasferimento di Gaiman negli Stati Uniti e poi dalla morte di Pratchett nel 2015.  
Nel 2019, con la produzione dell'adattamento televisivo di Good Omens, a Gaiman è stato chiesto se un possibile seguito verrà mai pubblicato. Gaiman ha risposto che ricorda ancora la trama che aveva ideato con Pratchett e che pensa che all'amico sarebbe piaciuto scriverla, ma che se lo farà da solo dipende da molti fattori. 

## Adattamento
Nel 2002 era stata pianificata una versione cinematografica con la regia di Terry Gilliam, ma il progetto venne accantonato. Ciononostante, nel 2017, venne sancito un accordo tra Gaiman ed Amazon Studios per la realizzazione di una miniserie in 6 episodi, arrivata sulla piattaforma virtuale nel 2019 e in seguito rinnovata per una seconda stagione, basata su materiale originale. Del cast fanno parte gli attori britannici Michael Sheen e David Tennant, rispettivamente nei panni dell'angelo Azraphael e del demone Crowley.

## Edizioni
- Terry Pratchett, Neil Gaiman, Buona Apocalisse a tutti!, traduzione di Luca Fusari, collana Strade Blu, Arnoldo Mondadori Editore, 2007,  p. 384, ISBN 978-88-04-54462-3.
- Terry Pratchett, Neil Gaiman, Buona Apocalisse a tutti!, traduzione di Luca Fusari, collana Oscar Fantastica, Arnoldo Mondadori Editore, novembre 2017, pp. 392, ISBN 978-88-04-68633-0.
- Terry Pratchett, Neil Gaiman, Good Omens. Le belle e accurate profezie di Agnes Nutter, Strega, traduzione di Luca Fusari, collana Oscar Fantastica, Arnoldo Mondadori Editore, 2019,  p. 381, ISBN 978-88-04-71202-2.